# أحاديث في السياسة المغربية (كتاب)
أحاديث في السياسة المغربية هو كتاب سياسي من تأليف الباحث والمفكر المغربي عبد الله ساعف، صدر عن دار منشورات الزمن في عام 2002. يُعتبر هذا العمل واحدًا من المراجع الأساسية في دراسة المشهد السياسي المغربي الحديث، حيث يقدم المؤلف تحليلاً معمقًا للتحولات السياسية التي عرفها المغرب منذ الاستقلال وحتى بداية القرن الحادي والعشرين، مركزًا على مختلف العوامل والمؤسسات التي أثرت على مسار الدولة المغربية.

## تحليل العنوان
يحمل عنوان كتاب "أحاديث في السياسة المغربية" دلالات متعددة، تنمّ عن طبيعة المحتوى وطريقة تناوله للموضوع السياسي. فمصطلح "أحاديث" يُحيل إلى طابع غير رسمي، وربما إلى أسلوب تواصلي أقرب إلى البساطة والشفافية، حيث يُتوقّع من الكاتب أن يعرض آراءه وتحليلاته بشكل حواري تأملي، لا عبر خطاب تنظيري صارم أو تقني مغلق. أما لفظ "السياسة المغربية" فيُشير إلى المجال الوطني بكل تعقيداته: من الممارسة السياسية، إلى الفاعلين، إلى التحولات الكبرى التي عرفها المغرب في مراحله المختلفة. ويجمع العنوان بين البعدين، ليقدّم صورة عن كتاب يتخذ من السياسة موضوعًا، ومن الحديث أسلوبًا، وهو ما يشي باحتمال تعدد الموضوعات المطروحة، وانفتاحها على قراءات نقدية أو تحليلية قد تتراوح بين الذاتي والموضوعي، وبين الراهن والتاريخي. كما أن استخدام "أحاديث" بصيغة الجمع يوحي بتنوّع في المقاربات والمواضيع، وكأن القارئ أمام سلسلة من الوقفات الفكرية المتقاطعة، تُعالج السياسة المغربية من زوايا متعددة دون ادعاء الإحاطة أو الحسم.

## السياق التاريخي والسياسي للكتاب
صدر الكتاب في وقت كانت فيه السياسة المغربية تمر بمرحلة من التحولات الهامة، خاصة مع إقرار دستور 1996 وظهور تيارات سياسية واجتماعية جديدة. جاءت هذه الفترة مصحوبة بضغوط داخلية من أجل تحديث النظام السياسي وتعزيز الديمقراطية، كما تزامنت مع متغيرات إقليمية ودولية كان لها أثر كبير على السياسة المغربية.
لقد استجاب عبد الله ساعف لهذه المتغيرات بتقديم قراءة شاملة للتحولات السياسية في المغرب، مع محاولة لفهم أبعادها وتأثيرها على الحياة السياسية والاجتماعية.

## محتوى الكتاب

### 1. التحولات السياسية المغربية بعد الاستقلال[2][3]
يبدأ الكتاب بفصل يوضح مراحل تطور النظام السياسي المغربي منذ الاستقلال سنة 1956، مركزًا على:
- الهيمنة الملكية: كيف احتفظت المؤسسة الملكية بدورها المركزي في النظام السياسي، من خلال بناء مؤسسات دستورية متدرجة.
- ظهور الأحزاب السياسية: تأسيس أحزاب وطنية مهمة وأدوارها في العملية السياسية، مع الإشارة إلى تراجع بعضها واندثار البعض الآخر.
- الأزمات السياسية: الأحداث الكبرى التي شهدها المغرب مثل أحداث 1965، وما تلاها من تداعيات على الحياة السياسية.

### 2. النظامالحزبيوالحياة السياسية
في هذا الفصل، يحلل المؤلف طبيعة النظام الحزبي المغربي، مشيرًا إلى:
- تنوع الأحزاب: وجود أحزاب ذات توجهات إيديولوجية مختلفة، من اليسار إلى اليمين، مرورا بالحركات الإسلامية.
- الإكراهات التي تواجه الأحزاب: من ضعف التمويل، والتشتت، وضعف القاعدة الشعبية، وتأثير الأجهزة الأمنية.
- دور الأحزاب في البرلمان: مقارنة بين مواقع القوى الحزبية وأدائها في التشريع والمراقبة.

### 3. الملكيةالدستوريةودورها في الاستقرارالسياسي
يناقش ساعف في هذا الجزء:
- الإطار الدستوري المغربي: مميزات النظام الملكي الدستوري وكيف يوازن بين السلطة التنفيذية والتشريعية.
- دور الملك في السياسة: كحامي للدستور وكمحرك أساسي للاستقرار، مع نقد لبعض التجاوزات والتحديات.
- آليات التوافق السياسي: كيف يلعب العاهل المغربي دور الوسيط بين الأحزاب والنخب السياسية.

### 4. الحركات الاجتماعية وتأثيرها على المشهد السياسي
يركز هذا الفصل على:
- دور الحركات النقابية والحقوقية: كفاعل أساسي في المشهد السياسي والاجتماعي.
- الاحتجاجات الاجتماعية: تحليل أسبابها وآثارها على السياسات الحكومية.
- تفاعل الدولة مع المطالب الاجتماعية: كيف استجابت السلطة لهذه الحركات ضمن إطار الحفاظ على الاستقرار.

### 5. الإصلاحات الدستورية وتأثيرها
يقدم المؤلف قراءة متعمقة لدستور 1996، مع التركيز على:
- الحقوق والحريات: التطور في الحقوق المدنية والسياسية.
- تعزيز المشاركة السياسية: كيف سمح الدستور الجديد بزيادة دور المؤسسات المنتخبة.
- التحديات المستمرة: بعض نقاط الضعف والقصور في تطبيق الإصلاحات.

### 6. السياسة الخارجية المغربية في ظل التحولات الإقليمية والدولية
يبحث الكتاب في:
- موقع المغرب الجيوسياسي: دوره في المنطقة المغاربية والأفريقية.
- علاقاته مع القوى الكبرى: كالاتحاد الأوروبي، الولايات المتحدة، والدول العربية.
- التحديات الأمنية: مثل الإرهاب والهجرة غير الشرعية.

## منهجية الكتاب[4]
يعتمد عبد الله ساعف في تحليله على:
- المنهج المقارن: حيث يقارن التطورات المغربية بتجارب أخرى في المنطقة.
- التحليل الوثائقي: دراسة النصوص الدستورية، الوثائق الرسمية، والبيانات الحكومية.
- المقابلات والاستطلاعات: مع فاعلين سياسيين ونشطاء اجتماعيين.

## أهمية الكتاب ومكانته[5]
يُعد "أحاديث في السياسة المغربية" مرجعًا هامًا لفهم دينامية السياسة المغربية، حيث يُستخدم في البرامج الأكاديمية بجامعات المغرب وخارجه. ساهم الكتاب في فتح نقاشات حول مستقبل السياسة المغربية، وطرق الإصلاح، وعلاقة الدولة بالمجتمع.

## النقد والتقييم
- الإيجابيات:
  - دقة التحليل وعمقه.
  - تناول شامل لكافة أبعاد السياسة المغربية.
  - لغة واضحة ومنهجية علمية.
- النقاط النقدية:[6]
  - اتهمه بعض النقاد بعدم كفاية تناول دور المجتمع المدني بشكل مستقل عن الدولة.
  - اعتبر آخرون أن بعض الفصول تفتقر إلى دراسة معمقة للتحولات الأخيرة بعد 2000.